# Aeroportul Samui
Aeroportul Samui (IATA: USM, ICAO: VTSM) este un aeroport din Bo Phut⁠(d), Ko Samui⁠(d), Provincia Surat Thani, Thailanda ce deservește zona Ko Samui⁠(d). Aeroportul a fost tranzitat în 2017 de 2.631.710 pasageri. A fost deschis în 1989.
Situat la o altitudine de 20 m, aeroportul dispune de o singură pistă. Este operat de Bangkok Airways⁠(d).